# Guernes de Pont-Sainte-Maxence
 (septembre 2010).
Si vous disposez d'ouvrages ou d'articles de référence ou si vous connaissez des sites web de qualité traitant du thème abordé ici, merci de compléter l'article en donnant les références utiles à sa vérifiabilité et en les liant à la section « Notes et références ».
Pour les articles homonymes, voir Garnier et Gervais.
Guernes de Pont-Sainte-Maxence, dit Garnier ou Gervais, né à Pont-Sainte-Maxence en Beauvaisis, actuel département de l'Oise, est un écrivain picard de langue picarde et anglo-normande du XIIe siècle, auteur de la première et remarquable biographie en langue d'oïl de Thomas Becket.

## Biographie
Guernes de Pont-Sainte-Maxence rédige à Canterbury, où il s'est spécialement rendu de 1172 à 1174, une Vie de saint Thomas Becket en alexandrins tout aussi importante pour la valeur et l’utilité des documents qu’elle contient que pour l’histoire de la formation de la langue française. Emmanuel Walberg en a publié le texte complet (Paris, Ed. Honoré Champion, 1936, 264 p.). La langue de Guernes de Pont-Sainte-Maxence est la langue littéraire de l'époque, langue d'oïl teintée de termes anglo-normands en raison du séjour que l'auteur fit à Canterbury pour écrire son récit, mais également teinté de mots picards car le lieu de naissance de l'écrivain est dans le sud du domaine picard. Il faut noter que l'on sait peu de choses sur la vie de Guernes de Pont-Sainte-Maxence.

« Mis langages est boens, car en France fui nez »

Guernes, qui avait vu guerroyer Becket en Normandie (En Normandie r’out sun seigneur grant mestier ; Et jo l’vi sur Franceis plusur feiz chevaucher) se rendit, en 1172, deux ans après le meurtre de saint Thomas Becket, enquêter auprès des moines et des prieurs de l’abbaye qui l’avaient connu afin de préparer son ouvrage et résoudre ainsi certains problèmes que lui posaient les sources latines dont il disposait. Son ouvrage restitue les caractères de chacun avec une scrupuleuse exactitude. Henri II est peint comme implacable, vindicatif, impétueux, jurant à tout propos par les yeux de Dieu ! ne reculant devant aucun moyen pour arriver à l’accomplissement de ses projets. L’archevêque d’York, Roger de Pont-l'Évêque, est jaloux de Becket dès le premier jour. Gilbert Foliot, évêque de Londres, cache sous une apparence calme et modérée une ambition sans bornes. Arnould, évêque de Lisieux et quelques-uns de ses confrères sont fermes et décidés tant que Becket les soutient mais faibles jusqu’à la trahison dès lors que sa cause paraît désespérée.

« A Chanterbire alai ; la verité oï ;

Des amis saint Thomas la verité cueilli

Et de cels ki l’aveient dès s’enfance servi »

### Œuvres
- Guernes de Pont-Sainte-Maxence, La Vie de saint Thomas de Canterbury, Éd., trad. et annot. par Jacques T. E. Thomas, Peeters, Louvain ; Paris, 2002 (2 vol.).
- La vie de saint Thomas Becket, poème historique du XIIe siècle (1172-1174), Éd. Emmanuel Walberg, Genève, Slatkine Reprints, 1969
- Boutet, Dominique, « L'approche des figures royales et de la royauté dans la Vie de saint Thomas Becket de Guernes de Pont-Sainte-Maxence », La figure du roi, Bien dire et bien apprendre, 17:1, 1999, pp. 35–48.
- Boutet, Dominique, « Hagiographie et historiographie: la Vie de saint Thomas Becket de Guernes de Pont-Sainte-Maxence et Vie de saint Louis de Jean de Joinville », Le Moyen Âge, 106:2, 2000, pp. 277–293.
- Demaules, Mireille, « Songes et visions dans La vie de saint Thomas Becket de Guernes de Pont-Sainte-Maxence », À la quête du sens. Études littéraires, historiques et linguistiques en hommage à Christiane Marchello-Nizia, éd. Céline Guillot, Serge Heiden et Sophie Prévost, Lyon, ENS Éditions (Langages), 2006, pp. 321–344.
- Löfstedt, Leena, « La loi canonique, les Plantagenêts et saint Thomas Becket », Medioevo romanzo, 15, 1990, p. 3-16.
- Löfstedt, Leena, « La Vie de S. Thomas Becket par Garnier de Pont-Sainte-Maxence et la traduction en ancien français du Décret de Gratien », Neuphilologische Mitteilungen, 98, 1997, pp. 161–177.
- Löfstedt, Leena, « Garnier et son reportage sur la Vie de S. Thomas Becket », Neuphilologische Mitteilungen, 92, 1991, pp. 359–362.
- Modena, Serena, « Le figure di ripetizione nella Vie de saint Thomas Becket di Guernes de Pont-Sainte-Maxence », Anaphora. Forme della ripetizione. Atti del XXXIV Convegno Interuniversitario di Bressanone (6-9 luglio 2006), a cura di G. Peron e A. Andreose, Padova, Esedra, 2011, pp. 121–137.
- Modena, Serena, « Vent'anni di studi sulla Vie de saint Thomas Becket di Guernes de Pont-Sainte-Maxence », Critica del testo, 15:1, 2012, pp. 365–377.

### Œuvre en ligne
- La Vie de saint Thomas Becket.

### Sources
- Gervais de La Rue, Essais historiques sur les bardes, les jongleurs et les trouvères normands et anglo-normands, Caen, Mancel, 1834.